# 伊藤海彦 (詩人)
伊藤 海彦（いとう うみひこ、1925年（大正14年）1月1日 - 1995年（平成7年）10月20日）は、放送作家、詩人。
東京府出身。伊藤松雄の子。日本大学卒。NHK専属作家、のちフリー。放送詩劇で活動し、1958年「言葉と音楽のための三つの形象」でイタリア賞、65年「飛翔」で芸術祭賞受賞。『同時代』『地球』同人。

## 著書
- 『夜が生れるとき 詩劇集』ユリイカ、1959
- 『黒い微笑 詩集』ユリイカ、1960
- 『吹いてくる記憶 放送詩劇集』思潮社、1966
- 『この青きもの 放送詩劇集』五月書房、1973
- 『走る歌、私の江ノ電』藤沢風物社、1976、「走る歌江ノ電」朝日文庫
- 『小径の消息 かまくら自然手帖』かまくら春秋社、かまくら手帖、1977
- 『江ノ電暦日 走る歌その後』江ノ電沿線新聞社、1978
- 『音の版画家ドビュッシー』音楽之友社、ジュニア音楽図書館作曲家シリーズ、1981
- 『季節の濃淡』国文社、1982
- 『旋律と風景』国文社、1982
- 『青雀集』思潮社、1995
- 『夢の汀 詩集』透土社、1995
- 『鎌倉「花信抄」』山室眞二画、アトリエ風信、風信ネイチャーブックス、1997

### 共著・編
- 『詩人の肖像』編著、かまくら春秋社、1983
- 『教科書にでてくる歌のことば図鑑』朝永敦彦共著、ポプラ社、1990
- 『こころの果実 現代四行詩集』岸田衿子・木島始・清岡卓行・川西健介他共著、透土社、1992

## 作詞
- 女声合唱組曲「みえないものを」（作曲／中田喜直） - 昭和40年度芸術祭奨励賞。
- 混声合唱組曲「遙かなものを」（作曲／大中恩） - 昭和42年度芸術祭参加。
- 男声合唱とピアノによる蒸気機関車への讃歌「走れ わが心」（作曲／大中恩） - 昭和43年度芸術祭奨励賞。
- 「道」（作曲／三善晃） - 昭和44年度NHK全国学校音楽コンクール高等学校の部課題曲。
- 女声合唱組曲「蝶」（作曲／中田喜直） - 昭和44年度芸術祭優秀賞。
- 混声合唱曲「島よ」（作曲／大中恩） - 昭和45年度芸術祭優秀賞。後、女声合唱、男声合唱に編曲。
- みえない樹（作曲／佐藤眞） - 昭和52年度NHK全国学校音楽コンクール高等学校の部課題曲。
- 混声合唱曲「季節へのまなざし」（作曲／荻久保和明） - 昭和53年度芸術祭参加。後、男声合唱に編曲。

## 参考
- デジタル版日本人名大辞典
- NHK”Nコンのあゆみ”https://www.nhk.or.jp/ncon/archives/theme.html（2024年８月24日最終閲覧）。